# دخمه سنگی کافر کلی
دخمه‌های سنگی کافر کلیکافر کلی‌ها فضای معماری دست کندی است در مسیر جاده هراز از پلور به سمت آمل شاهد مجموعه سوراخ‌هایی در دل کوه هستیم که اکثراً با نگاهی ساده از آن می‌گذرند.
آنچه را که ابن اسفندیار کاتب در کتاب طبرستان، رویة ۵۷، از جایگاهی به نام وَرْ (وَرِکوه) که به معنی پناهگاه و غار در کوهستان، یاد کرده‌است؛ همان است که نمونه‌هایی از «وَرْها» در چند جایگاه از آبادی‌های کوهستان لاریجان و رویان در نزد عامه به نام «کافر کلی» نامیده می‌شوند. هنوز نمونه‌های زیادی از «وَرْها» در کوهستان پنجاب، نمارستاق (نیمه رُستاک)، آب اسک، نیاک، ایرا (و در جایگاهی به نام ایرج وَرْ) و دیده می‌شود. دسترسی به جایگاه پاره‌ای از «وَرْها» بستی سخت و صعب‌العبور است. با توجه به کاوش‌های باستان‌شناسی و بقایای سفال‌هایی که در این خانه‌ها پیدا شده، می‌توان قدمت آن‌ها را به اوایل دوران اسلامی  نسبت داد و از آنجایی که در این دوران ایران مورد هجوم اعراب قرار گرفته‌است؛ به نظر می‌رسد این خانه‌ها در دل کوه با امکان زندگی در بلندمدت، همراه با محل‌هایی برای نگهبانی بخاطر عدم پذیرش کیش و آیین جدید یا بخاطر ترس از هجوم اعراب بنا شده‌است و به همین دلیل نام این غارها کافرکلی یعنی محل زندگی غیرمسلمانان است.